# Casa del Pueblo (Puebla)
La Casa del Pueblo, ubicada en la avenida Juan de Palafox y Mendoza 410, en el Centro Histórico de Puebla, forma parte, desde el año 2001, del patrimonio edificado de la Benemérita Universidad Autónoma de Puebla.

## Historia
Esta casa perteneció, en 1730, a Mateo Bunave y Vargas. El 4 de junio de 1844 fue vendida por el Juzgado de Capellanías a José Manuel Marín. Entre los distintos dueños encontramos a Mariano Jofre, las hijas de Miguel de la Torre, Mariano Morales. Andrés Torres, Pedro Azcárraga, Octaviano Rodríguez, Rosario Veyrán, Sebastián Valle, Eduardo A. Polanco, Agustín Cid Veyran y José Rafael Cid y Suárez. En el año de 1900 la casa fue conocida como el Juzgado de Testamentos.  Este espacio, el cual fue sede del Partido Comunista, lo adquirió la Benemérita Universidad Autónoma de Puebla en el año 2001. Actualmente alberga los posgrados de la Facultad de Filosofía y Letras de dicha institución.  

## Arquitectura
La Casa del Pueblo, con una forma regular, se encuentra orientada al sur. La entrada está al centro de la fachada. Esta casa conserva elementos decorativos de los siglos XVIII y XIX. Destaca la pintura tapiz ubicada en la planta alta.

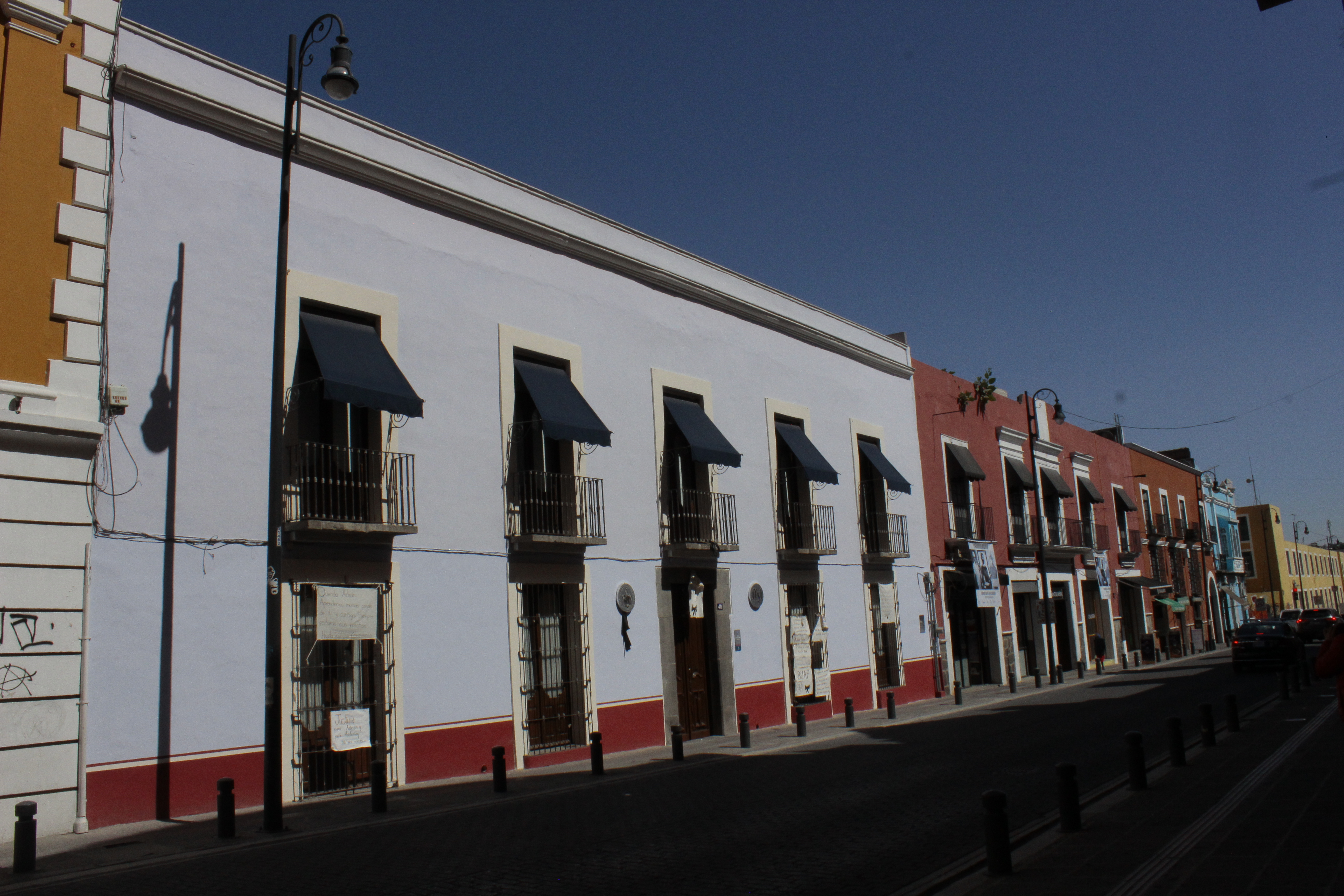